# Ligue européenne masculine de volley-ball 2012
Navigation
2011 2013
La 9e Ligue européenne de volley-ball s'est déroulée du 24 mai au 1er juillet 2012. La phase finale a eu lieu à .Ankara en Turquie. Ce sont d'ailleurs les Pays-Bas qui se sont imposés en finale contre la Turquie.

## Équipes participantes
- Autriche
- Tchéquie
- Danemark
- Grèce
- Israël
- Roumanie
- Slovaquie
- Espagne
- Pays-Bas
- Turquie

## Tour préliminaire

### Composition des groupes
| Groupe A                                | Groupe B                                    |
| --------------------------------------- | ------------------------------------------- |
| Israël Slovaquie Espagne Grèce Danemark | Tchéquie Turquie Roumanie Pays-Bas Autriche |

### Groupe A
| # | Équipe    | Pts | J  | G | Gt | Pt | P | Sp | Sc | Ratio | Pp   | Pc   | Ratio |
| 1 | Espagne   | 30  | 12 | 7 | 4  | 1  | 0 | 35 | 15 | 2.333 | 1162 | 1051 | 1.106 |
| 2 | Slovaquie | 23  | 12 | 6 | 1  | 3  | 2 | 29 | 19 | 1.526 | 1103 | 1019 | 1.082 |
| 3 | Israël    | 14  | 12 | 3 | 2  | 1  | 6 | 20 | 27 | 0.741 | 1059 | 1098 | 0.964 |
| 4 | Danemark  | 14  | 12 | 3 | 1  | 3  | 5 | 19 | 28 | 0.679 | 999  | 1078 | 0.927 |
| 5 | Grèce     | 9   | 12 | 1 | 2  | 2  | 7 | 17 | 31 | 0.548 | 1024 | 1101 | 0.93  |

### Groupe B
| # | Équipe   | Pts | J  | G | Gt | Pt | P | Sp | Sc | Ratio | Pp   | Pc   | Ratio |
| 1 | Pays-Bas | 29  | 12 | 9 | 1  | 0  | 2 | 31 | 11 | 2.818 | 984  | 895  | 1.099 |
| 2 | Tchéquie | 20  | 12 | 6 | 0  | 2  | 4 | 25 | 20 | 1.25  | 1001 | 972  | 1.03  |
| 3 | Turquie  | 17  | 12 | 4 | 1  | 2  | 5 | 22 | 24 | 0.917 | 990  | 1015 | 0.975 |
| 4 | Autriche | 13  | 12 | 2 | 3  | 1  | 6 | 20 | 28 | 0.714 | 1050 | 1076 | 0.976 |
| 5 | Roumanie | 12  | 12 | 4 | 0  | 0  | 8 | 12 | 27 | 0.444 | 861  | 942  | 0.914 |

## Phase finale
La phase finale se disputera du 30 juin au 1er juillet 2012 à Ankara (Turquie). Les équipes sont : le pays organisateur, le 1er de chaque poule ainsi que le meilleur 2d.
|  | Demi-finales                            | Demi-finales                |                        |   | Finale                                  | Finale                                  |
|  | Demi-finales                            | Demi-finales                |                        |   | Finale                                  | Finale                                  |
|  |                                         |                             |                        |   |                                         |                                         |
|  | 30.06.12, 25-15 25-23 26-24             | 30.06.12, 25-15 25-23 26-24 |                        |   | 01.07.12, 25-16 25-15 22-25 23-25 26-24 | 01.07.12, 25-16 25-15 22-25 23-25 26-24 |
|  | 30.06.12, 25-15 25-23 26-24             | 30.06.12, 25-15 25-23 26-24 |                        |   | 01.07.12, 25-16 25-15 22-25 23-25 26-24 | 01.07.12, 25-16 25-15 22-25 23-25 26-24 |
|  | Pays-Bas                                | 3                           |                        |   | 01.07.12, 25-16 25-15 22-25 23-25 26-24 | 01.07.12, 25-16 25-15 22-25 23-25 26-24 |
|  | Pays-Bas                                | 3                           |                        |   | 01.07.12, 25-16 25-15 22-25 23-25 26-24 | 01.07.12, 25-16 25-15 22-25 23-25 26-24 |
|  | Slovaquie                               | 0                           |                        |   | 01.07.12, 25-16 25-15 22-25 23-25 26-24 | 01.07.12, 25-16 25-15 22-25 23-25 26-24 |
|  | Slovaquie                               | 0                           | Pays-Bas               | 3 |                                         |                                         |
|  | 30.06.12, 28-26 25-13 24-26 20-25 18-16 |                             | Pays-Bas               | 3 |                                         |                                         |
|  |                                         | Turquie                     | 2                      |   |                                         |                                         |
|  | Espagne                                 | Turquie                     | 2                      | 2 |                                         |                                         |
|  | Espagne                                 |                             |                        | 2 |                                         |                                         |
|  | Turquie                                 | 3                           |                        |   |                                         |                                         |
|  | Turquie                                 | 3                           | Match pour la 3e place |   |                                         |                                         |
|  |                                         |                             |                        |   |                                         |                                         |
|  | 01.07.12, 26-28 29-27 20-25 26-28       |                             |                        |   |                                         |                                         |
|  |                                         |                             |                        |   |                                         |                                         |
|  | Slovaquie                               | 1                           |                        |   |                                         |                                         |
|  | Slovaquie                               | 1                           |                        |   |                                         |                                         |
|  | Espagne                                 | 3                           |                        |   |                                         |                                         |
|  | Espagne                                 | 3                           |                        |   |                                         |                                         |

## Classement final
| Place              | Équipe    |
| ------------------ | --------- |
| Médaille d'or      | Pays-Bas  |
| Médaille d'argent  | Turquie   |
| Médaille de bronze | Espagne   |
| 4                  | Slovaquie |
| 5                  | Tchéquie  |
| 6                  | Israël    |
| 7                  | Danemark  |
| 8                  | Autriche  |
| 9                  | Roumanie  |
| 10                 | Grèce     |

## Distinctions individuelles
- MVP : Emre Batur
- Meilleur marqueur : Serhat Coşkun
- Meilleur attaquant : Ibán Pérez
- Meilleur serveuse : Nimir Abdel-Aziz
- Meilleur contreur : Jorge Fernandez Valcarcel
- Meilleur libero : Gijs Jorna
- Meilleur passeur : Nimir Abdel-Aziz
- Meilleur réceptionneur : Gustavo Delgado Escribano